# A Dal
A Dal een Hongaarse talentenjacht die van 2012 tot 2019 dienst deed als Hongaarse preselectie voor het Eurovisiesongfestival. Het wordt georganiseerd door Magyar Televízió. 

## Geschiedenis
A Dal startte in 2012. Het was voor het eerst in vier jaar dat Hongarije weer een nationale finale hield. De nationale selectie werd leven in geblazen nadat de jaren ervoor matige resultaten waren gehaald: laatste in 2008, vijftiende in halve finale in 2009 en 22ste in 2011. Inzendingen voor A Dal mogen zowel in het Hongaars als in een andere taal worden gezongen. 
De eerste editie werd gehouden in 2012. Uiteindelijk werd Compact Disco met The sound of our hearts uitgeroepen tot winnaar van de eerste editie. In Bakoe, waar het Eurovisiesongfestival 2012 gehouden werd, ging het wat minder succesvol. Ze eindigden op een 24ste plaats.
Ondanks het mindere resultaat in 2012 besloot de Hongaarse omroep om toch door te gaan met A Dal. Het systeem werd echter iets aangepast, zodat meer liedjes het konden halen tot de liveshows. De underdog ByeAlex wonnen met het Hongaarstalige Kedvesem. Tijdens de finale werd het liedje vierde bij de jury met maar zestien punten. Echter was dit net genoeg om door te kunnen gaan naar de superfinale. In tegenstelling tot de finale waarbij de jury de winnaar bepaald, wordt in de superfinale de winnaar bepaald door de mensen thuis. Doordat Kedvesem het liedje werd waarop het meest gestemd was, konden zij zo Hongarije vertegenwoordigen op het Eurovisiesongfestival 2013 in Malmö, Zweden. ByeAlex werd vooraf niet hoog ingeschat, maar eindigde op een verrassende tiende plaats. 
Door het goede resultaat werd er in 2014 weer een editie van A Dal georganiseerd. Tijdens de eerste ronde en de halve finale bleek András Kállay-Saunders de sterkste met zijn liedje Running. In de finale kreeg hij het hoogste aantal punten van de jury en mocht zo doorstoten naar de superfinale. Hier kreeg hij de meeste stemmen van het publiek thuis en mocht zo Hongarije vertegenwoordigen in het Deense Kopenhagen. Van tevoren werd Kállay-Saunders als een van de favorieten ingeschat. Hij maakte die rol ook waar, hij werd vijfde met 143 punten. Het werd Hongarijes beste prestatie in ruim twintig jaar en het puntenaantal was het hoogst gehaalde ooit.
In 2015 werd A Dal gewonnen door zangeres Boggie. Zij eindigde met haar lied Wars for nothing in de finale op de twintigste plaats met 19 punten. Ook zij wist de finale te halen, waarin ze op de 20ste plek eindigde. In 2016 ging Freddie met de zegepalm aan de haal.

## Format

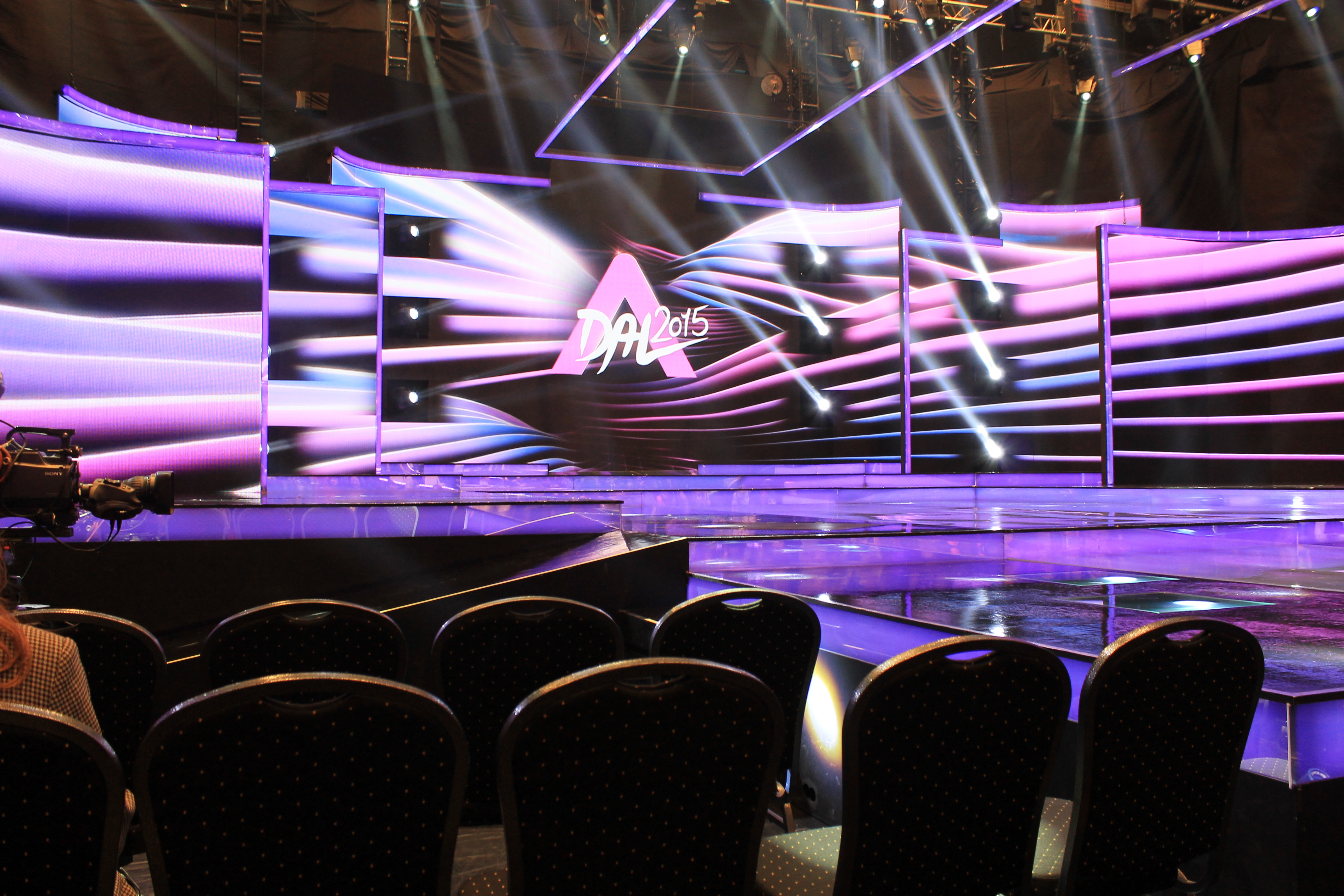
Studio van A Dal

### Taal
Het huidige reglement van A Dal staat dat men in het Engels, Hongaars of een van de minderheidstalen van Hongarije moet zingen. Deze regel werd pas in 2014 ingevoerd, nadat men in 2012 taalvrijheid had en in 2013 alleen in het Hongaars gezongen mocht worden (echter mocht men wel in een andere taal zingen op het Eurovisiesongfestival). Als een deelnemer in een andere taal wil zingen dan het Hongaars moet hij ook een vertaling van de tekst van het liedje in het Hongaars leveren. 

### Shows
A Dal bestaat uit drie voorrondes (behalve in 2012), twee halve finales, een finale en superfinale. Rondes vinden één week na elkaar plaats, behalve de finale en superfinale, die vinden op dezelfde avond plaats. 
Tijdens de drie voorrondes komen telkens tien liedjes aan bod. De zes liedjes met de meeste punten en stemmen van het publiek gaan door naar de halve finale. Tijdens elke halve finale zijn er negen liedjes, de beste vier gaan door naar de finale. De finale, bestaande uit acht liedjes wordt volledig beoordeeld door de jury. Deze jury wijst de top vier aan die vervolgens doorstoten naar de superfinale. De winnaar van de superfinale en zo ook van A Dal mag Hongarije vertegenwoordigen op het Eurovisiesongfestival. 

## Winnaars
| Jaar | Artiest                   | Liedje              | Eurovisiesongfestival                       | Eurovisiesongfestival                       | Eurovisiesongfestival                       | Eurovisiesongfestival                       |
| Jaar | Artiest                   | Liedje              | Halve finale                                | Punten                                      | Finale                                      | Punten                                      |
| ---- | ------------------------- | ------------------- | ------------------------------------------- | ------------------------------------------- | ------------------------------------------- | ------------------------------------------- |
| 2012 | Compact Disco             | Sound of our hearts | 10                                          | 52                                          | 24                                          | 19                                          |
| 2013 | ByeAlex                   | Kedvesem            | 8                                           | 66                                          | 10                                          | 84                                          |
| 2014 | András Kállay-Saunders    | Running             | 3                                           | 127                                         | 5                                           | 143                                         |
| 2015 | Boggie                    | Wars for nothing    | 8                                           | 67                                          | 20                                          | 19                                          |
| 2016 | Freddie                   | Pioneer             | 4                                           | 197                                         | 19                                          | 108                                         |
| 2017 | Joci Pápai                | Origo               | 2                                           | 231                                         | 8                                           | 200                                         |
| 2018 | AWS                       | Viszlát nyár        | 10                                          | 111                                         | 21                                          | 93                                          |
| 2019 | Joci Pápai                | Az én apám          | 12                                          | 97                                          | Niet gekwalificeerd                         | Niet gekwalificeerd                         |
| 2020 | Gergő Rácz & Reni Orsovai | Mostantól           | Nam geen deel aan het Eurovisiesongfestival | Nam geen deel aan het Eurovisiesongfestival | Nam geen deel aan het Eurovisiesongfestival | Nam geen deel aan het Eurovisiesongfestival |
| 2021 | Kaukázus                  | Egyetlen szó        | Nam geen deel aan het Eurovisiesongfestival | Nam geen deel aan het Eurovisiesongfestival | Nam geen deel aan het Eurovisiesongfestival | Nam geen deel aan het Eurovisiesongfestival |
| 2022 | Ibolya Oláh               | Nem adom el         | Nam geen deel aan het Eurovisiesongfestival | Nam geen deel aan het Eurovisiesongfestival | Nam geen deel aan het Eurovisiesongfestival | Nam geen deel aan het Eurovisiesongfestival |